# Jason Bell
Jason Dewande Bell (Long Beach, Califórnia, 1 de abril de 1978) é um ex-futebolista americano. Obteve reconhecimento através do National Football League, assim como outros, Dallas Cowboys, Houston Texans e New York Giants. Ele jogou futebol universitário na UCLA. 

## Biografia
Bell nasceu em 1 de abril de 1978 em Long Beach, Califórnia, seus pais são Cortland e Geraldine Bell. Ele participou de Robert A. Millikan High School, onde ele jogou quarterback, receptor de largura e cornerback. Terminou sua carreira como jogador no ensino médio com 196 gols, 12 intercepções, 38 passes defensivos e recebeu honras de All-City.
Ele também praticou atletismo, registrando 10,7 segundos de 100 metros, 21,89 segundos no traço de 200 metros e 22 pés no salto em distância.
Bell aceitou uma bolsa de futebol da UCLA. Como um verdadeiro calouro ele jogou principalmente em equipes especiais. No ano seguinte, iniciou os últimos 5 jogos, lançando 18 gols e 4 passes defendidos.
Em 1998, ele contribuiu para a equipe vencedora do campeonato PAC 10, ao terminar com 38 gols e liderar a equipe em passes defendidos (14).
Em 1999, ele foi concedido um ano adicional de elegibilidade devido a uma dificuldade médica, após a sua temporada foi interrompida com uma cirurgia que removeu espinhos ósseos de seu calcanhar direito. Como sénior, ele registrou 42 atacantes e 9 passes defendidos. Formou-se em história.

## Carreira

### Dallas Cowboys
Bell começou pelo Dallas Cowboys em 2001 e fez a lista com base em suas equipes especiais fortes jogar. Como artilheiro, liderou a equipe em equipes especiais com 21. Ele foi dispensado em 1 de setembro de 2002.

### Houston Texans
Em 2 de setembro de 2002, ele foi reivindicado fora renúncias pelos Houston Texans e tornou-se uma parte da temporada inaugural da franquia. Ele liderou a equipe com 14 equipes especiais atacantes, mesmo que tendo perdido os primeiros 3 jogos com um pulso direito fraturado. Ele recebeu o Ed Block Courage Award no final do ano.
Bell permaneceria um jogador de times especiais durante seu tempo com os Houston Texans. Em 2003, ele foi segundo na equipe com 15 equipes especiais de atacantes, mesmo que foi declarado inativo por 3 jogos com uma lesão no joelho.
Em 2004, ele registrou 6 gols de equipes especiais. Em 17 de novembro, ele foi colocado na lista de reserva de jogadores feridos depois de quebrar seu antebraço direito, enquanto marcava um ponto contra os Colts de Indianápolis.

### New York Giants
Em 13 de março de 2006, ele começou a jogar no New York Giants e foi transferido para defensor durante a temporada. Ele também jogaria 4 jogos com um braço direito fraturado que ele sofreu na semana 12 contra os Tennessee Titans.
Bell agravou uma lesão nas costas enquanto trabalhava fora durante a entressafra e foi colocado na lista de reserva feridos em 25 de julho de 2007. Ele se aposentou em 2008, depois de ter uma carreira de encerramento cirurgia nas costas no ano anterior.

## Vida pessoal
Após sua aposentadoria da NFL, ele participou do Harvard Executive Business programa e transição para a gestão de riqueza privada. Ele se juntou ao Master Private Client Group, onde atualmente é sócio, especializado em atletas e artistas profissionais e suas necessidades financeiras exclusivas. Ele foi apontado como um dos "Top 36 Jogadores de Futebol em Wall Street" pela Business Insider.
Além de seu trabalho de negócios, ele atualmente trabalha como um narrador da NFL para a cobertura da BBC da liga, trabalhando ao lado de Osi Umenyiora em seus destaques semanais mostram.
Sua meia-irmã é Joanna Hayes, que ganhou uma medalha de ouro nos 100 metros obstáculos nos Jogos Olímpicos de Verão de 2004. Bell namora a cantora irlandesa Nadine Coyle desde 2008, em 2010 ficaram noivos mas, eventualmente eles se separaram. Eles voltaram a ficar juntos em 2013, com Nadine anunciando sua gravidez em agosto daquele mesmo ano. Ela deu à luz sua filha, Anaìya, no início de 2014. O relacionamento terminou em novembro de 2019.